# Kamizelka

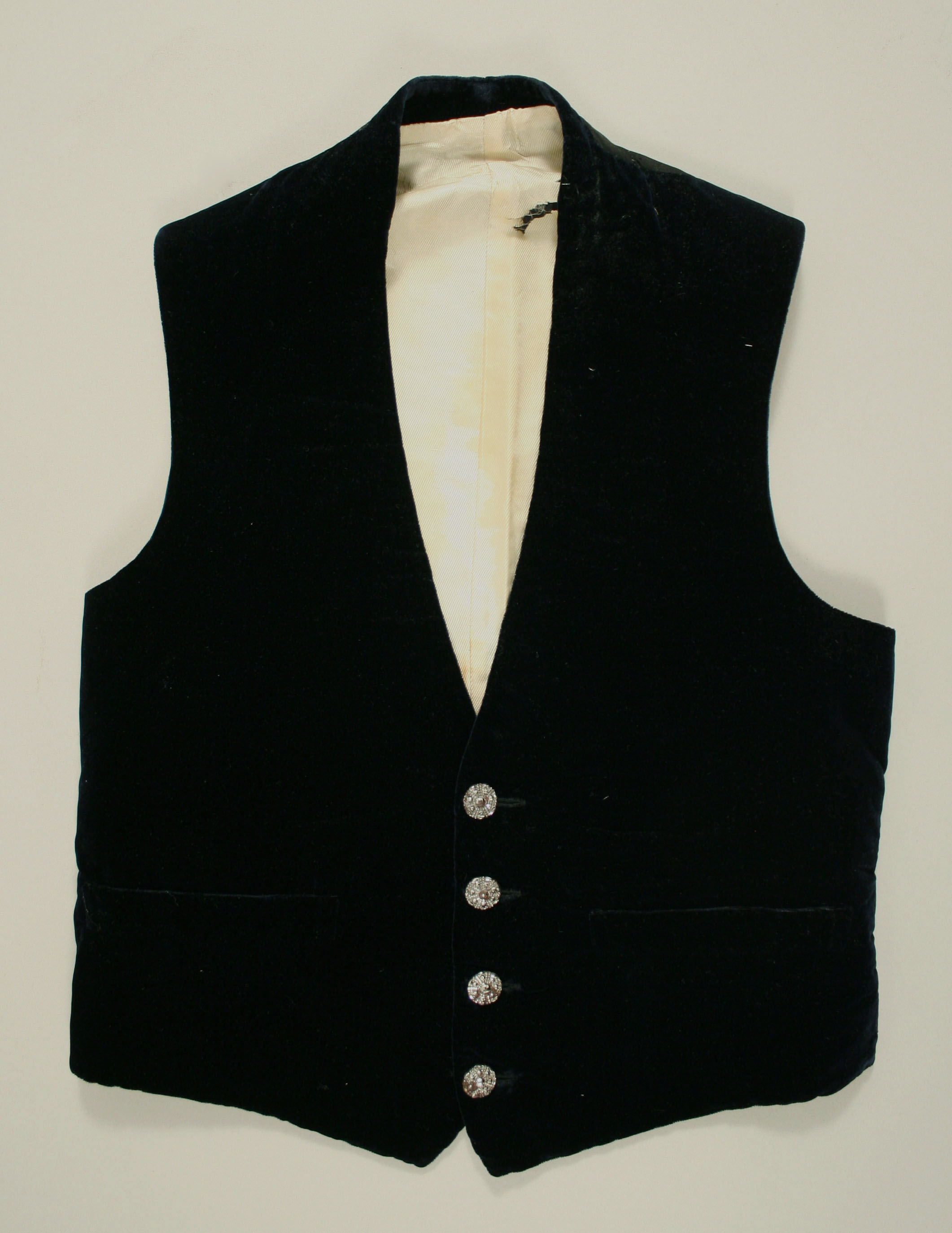
Kamizelka (koniec XIX w.)

Kamizelka – rodzaj ubioru okrywającego tułów, dopasowanego, zapinanego, bez rękawów i na ogół kołnierza. Pierwotnie ubranie męskie, w modzie europejskiej pojawiła się około 1670 roku; później używana także przez kobiety. Początkowo sięgająca kolan i z rękawami, w miarę upływu czasu ulegała przekształceniom, zmieniała się jej długość, krój elementów takich jak kołnierz, klapy i kieszenie oraz zdobienia.
Kamizelka jest częścią współczesnych eleganckich trzyczęściowych strojów męskich, dziennych i wieczorowych, jest noszona na koszuli, a pod marynarką garnituru, fraku, smokingu czy żakietem.

## Nazwa
Nazwa pochodzi od franc. camisole (kaftan), w polszczyźnie została zapożyczona z niemieckiego Kamisolchen (zdrobn. od Kamisol). Inne niegdyś używane w Polsce nazwy to westa (1670–1770), po roku 1770 żylet (franc. gilet)

## Historia
Kamizelka wywodzi się z kolorowego pourpoin lub ze strojów perskich. W męskiej modzie europejskiej pojawiła się po 1666 roku, a jej popularyzowanie jest wiązane z dworem Karola II Stuarta, który po wielkim pożarze Londynu lansował dla panów ubiór skromniejszy niż ekstrawaganckie stroje francuskie. Początkowo kamizelka była noszona pod kaftanem zwanym justaucorps i sięgała kolan, będąc równa długością ze strojem wierzchnim; miała też rękawy. 

### Kamizelki XVIII-wieczne

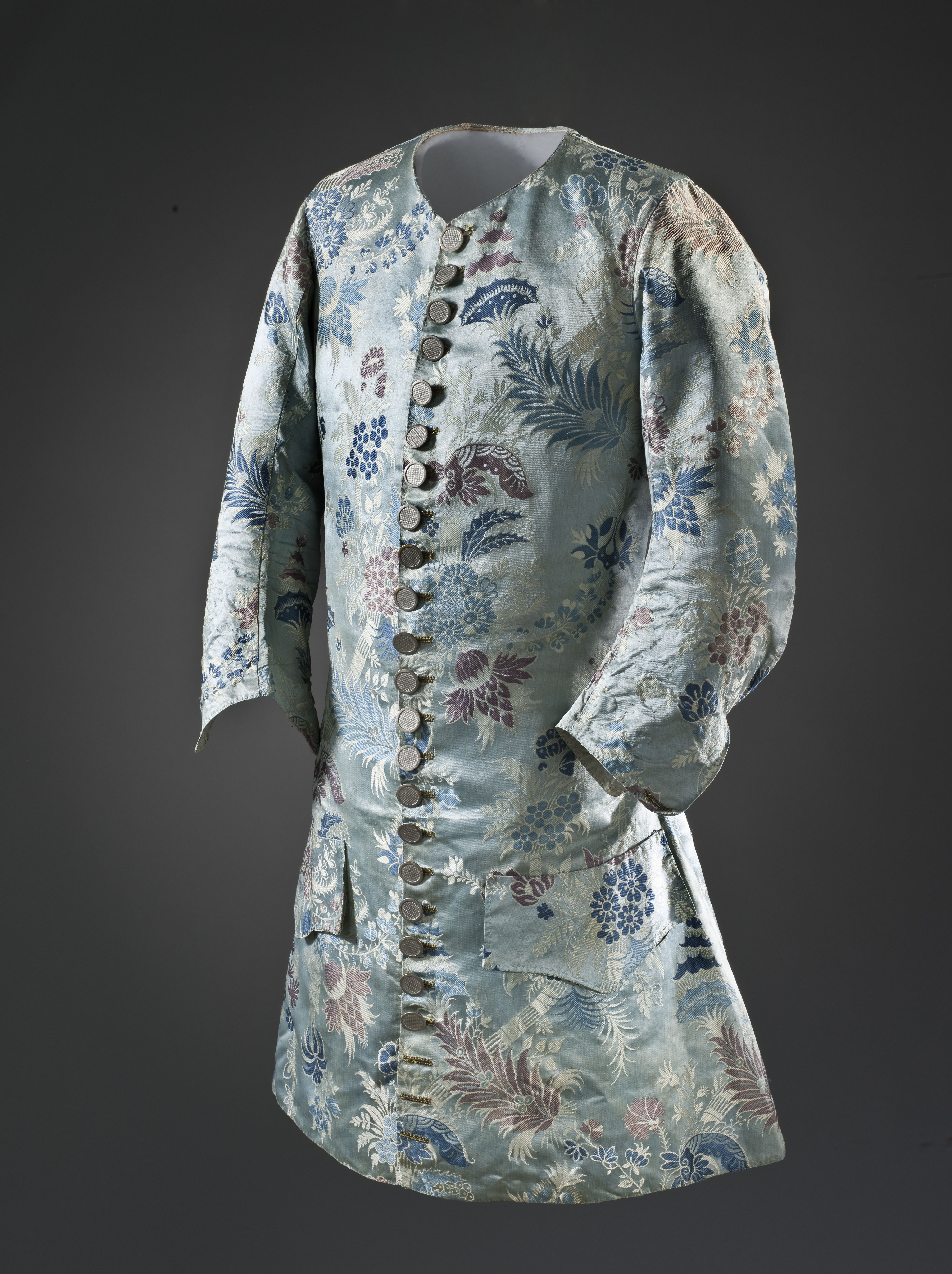
Jedwabna kamizelka z rękawami, Francja, ok. 1715
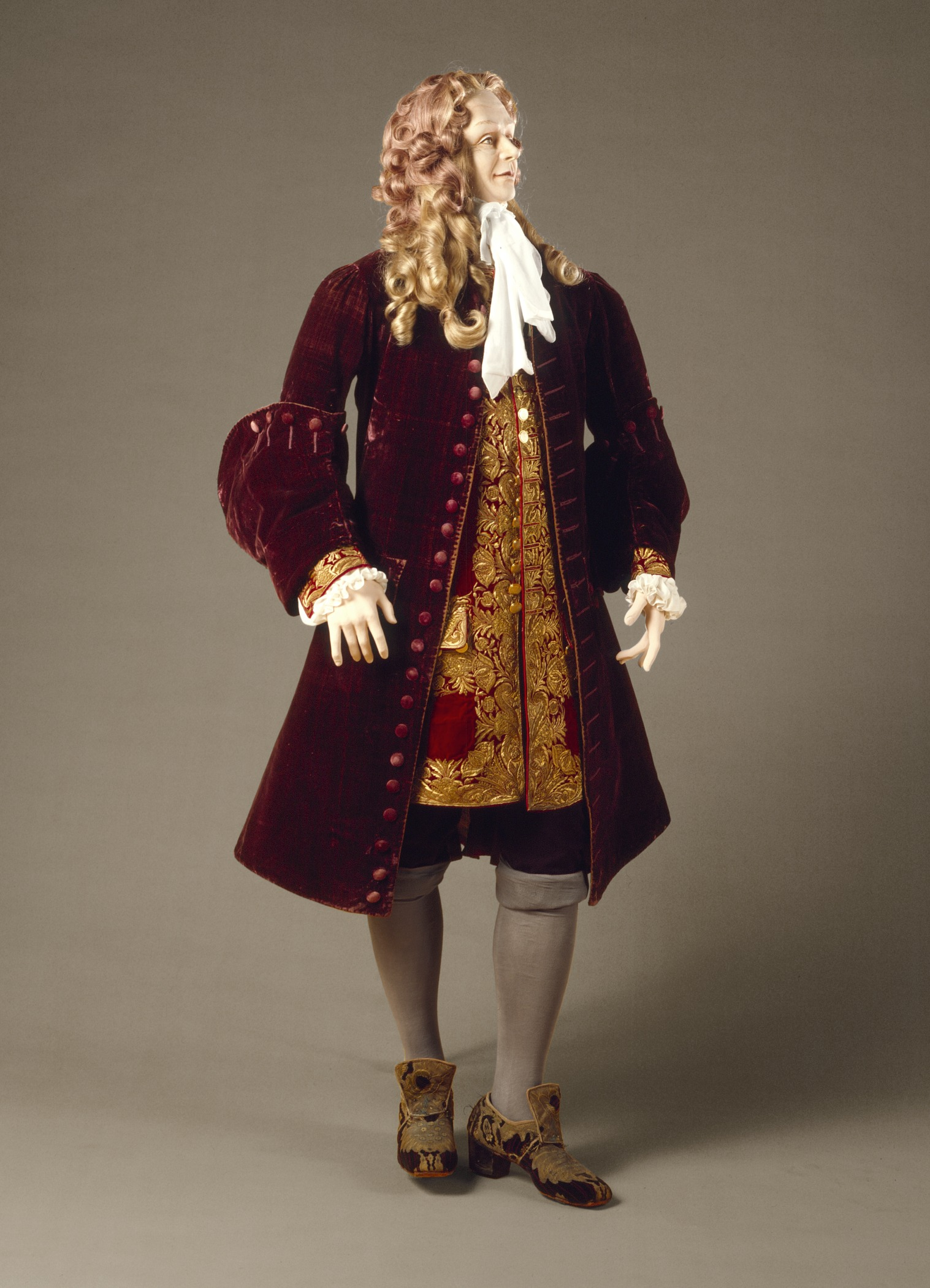
Kamizelka pod justaucorps, Niemcy, 1720–1730
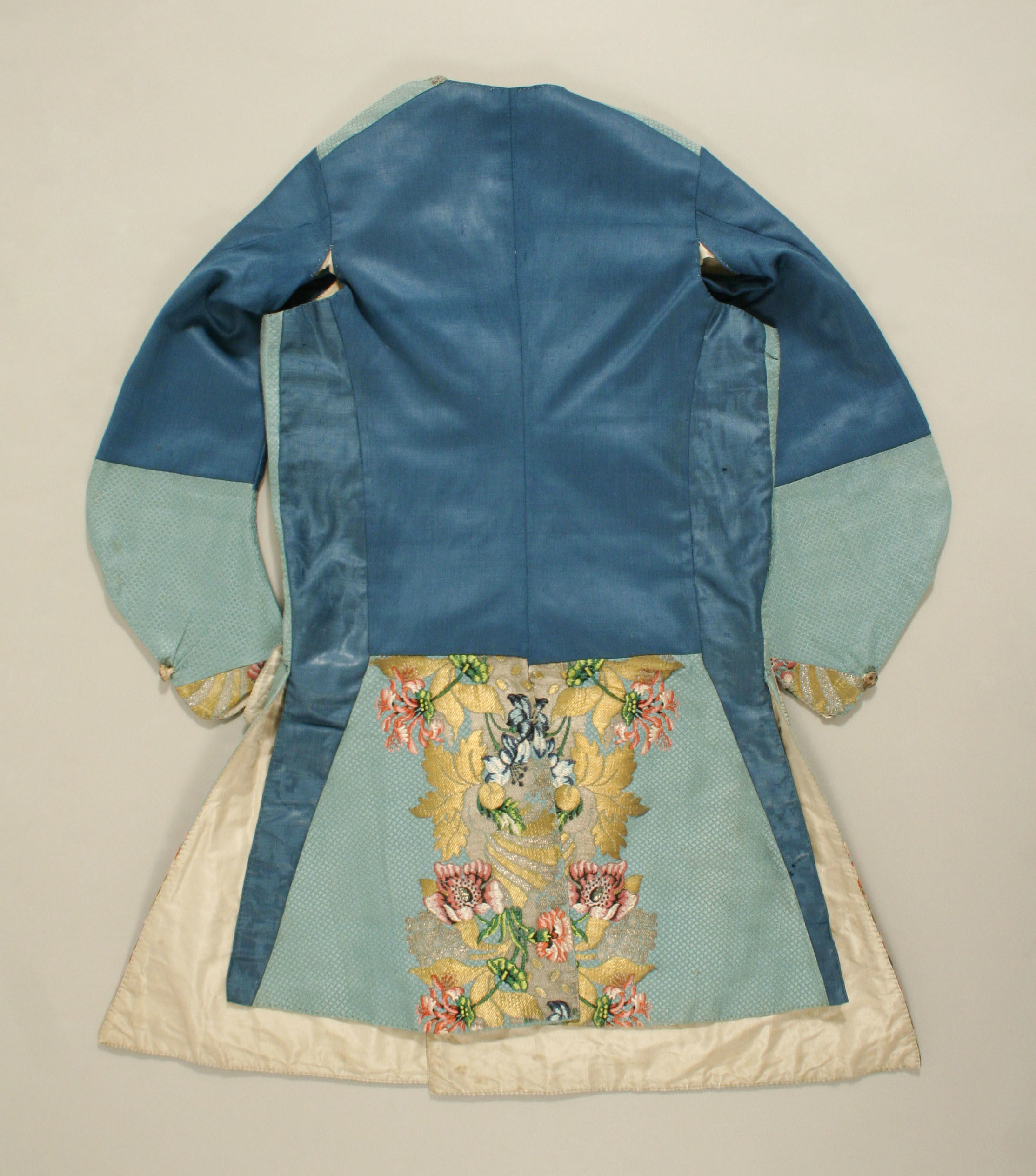
Tył kamizelki z rękawami z połowy XVIII wieku, Anglia, 1747
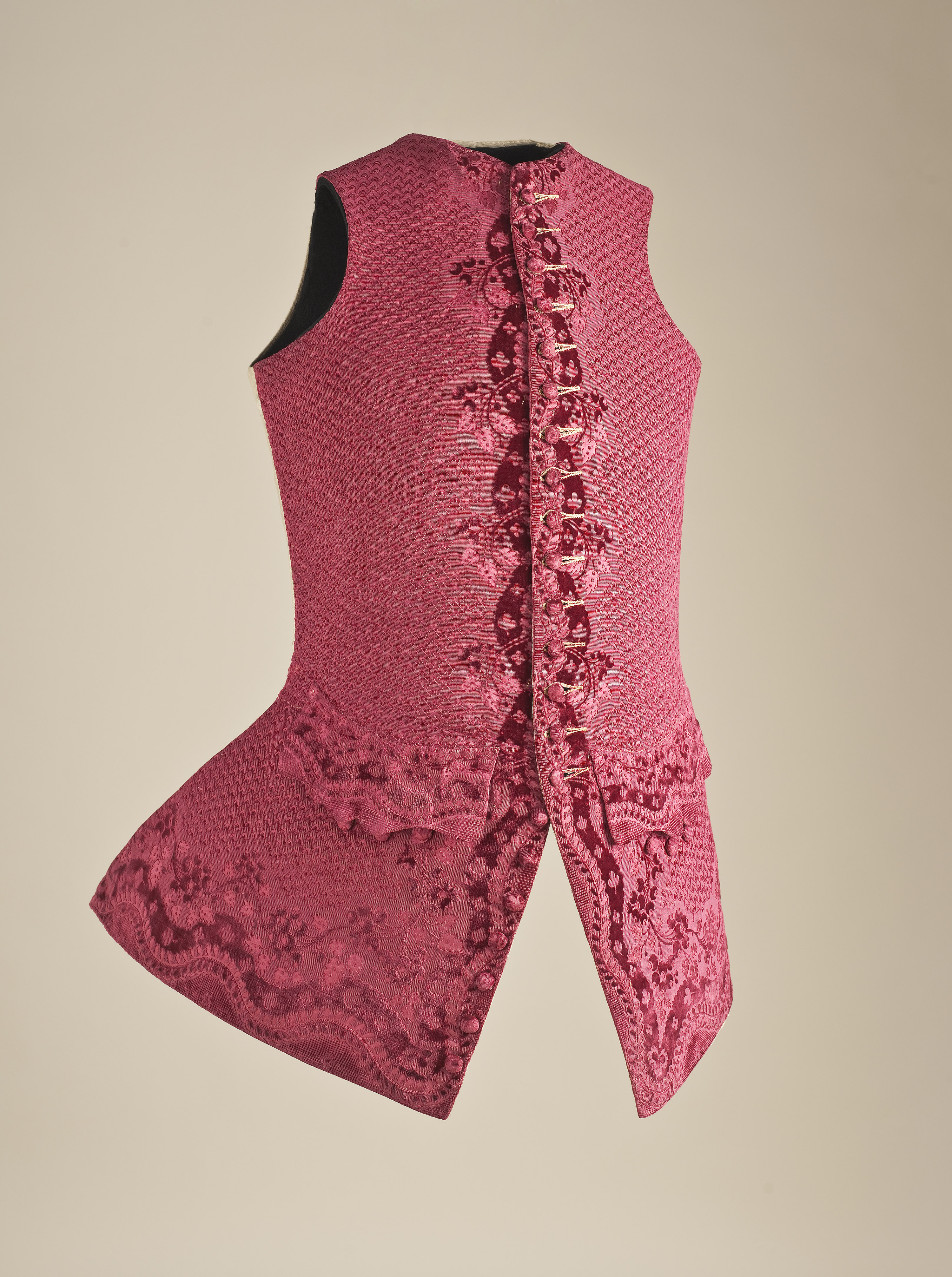
Jedwabna męska kamizelka bez rękawów, Francja, 1750
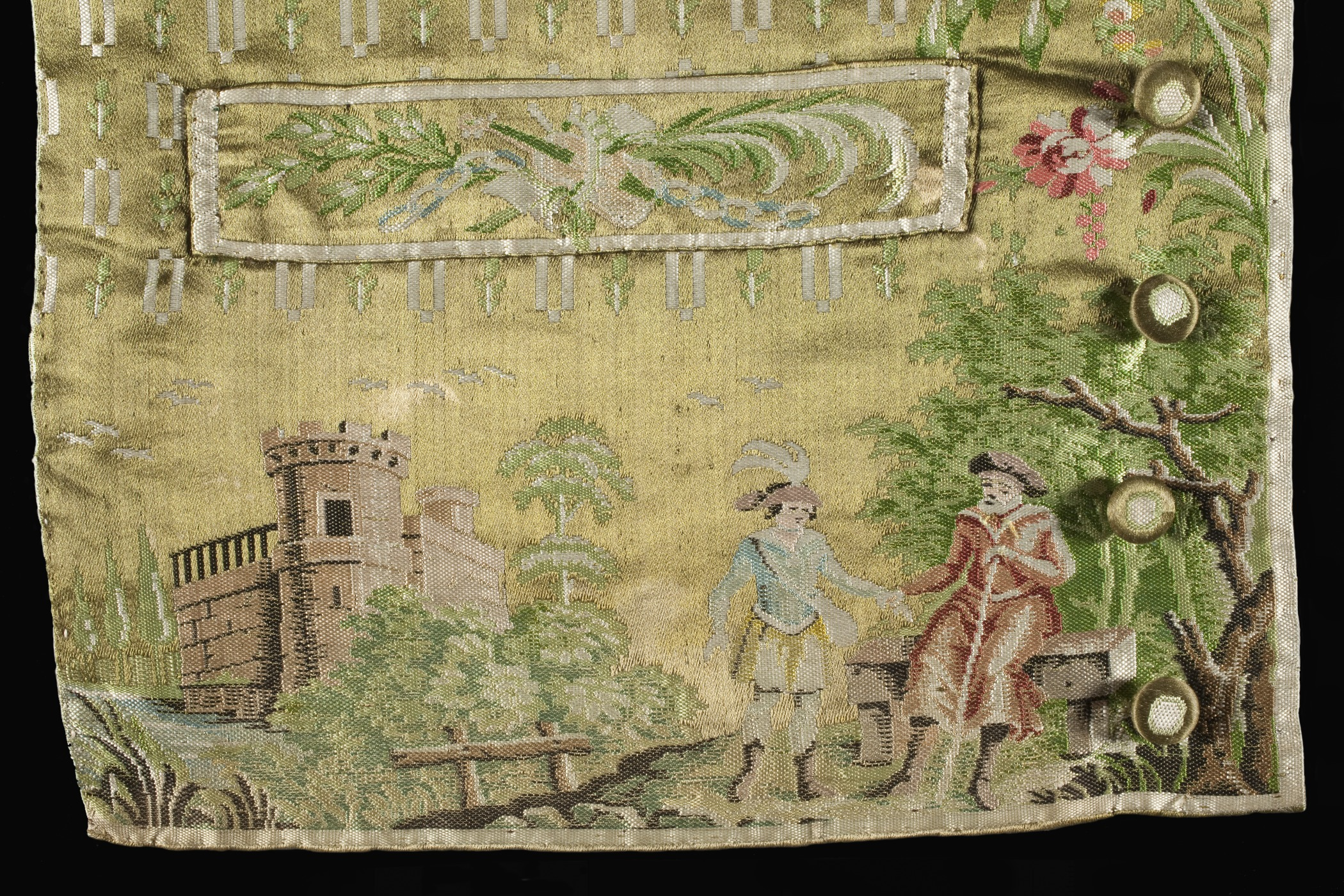
Wykończenie kamizelki z 1785 roku; widoczna kieszeń i obleczone materiałem guziki

W początkach XVIII wieku kamizelka uległa skróceniu. W miarę upływu czasu stała się jeszcze krótsza i zyskała wycięcie odsłaniające spodnie. Kamizelki były ozdabiane haftem, ozdobne bywały też guziki, często powleczone materiałem, z którego wykonano ubranie; niekiedy zapięcie stanowiły haczyki. Przez kilka pierwszych dekad XVIII wieku modne były kamizelki dwurzędowe, w połowie wieku znacząca większość nie miała już rękawów, a pod koniec stały się krótkie do pasa. W tym czasie szczególnie modne były jedwabne kamizelki w pionowe lub poziome pasy. 
Od ok. 1770 kamizelka (bez rękawów i krótka) zaczęła być używana także w stroju kobiecym. 

### Kamizelki XIX-wieczne

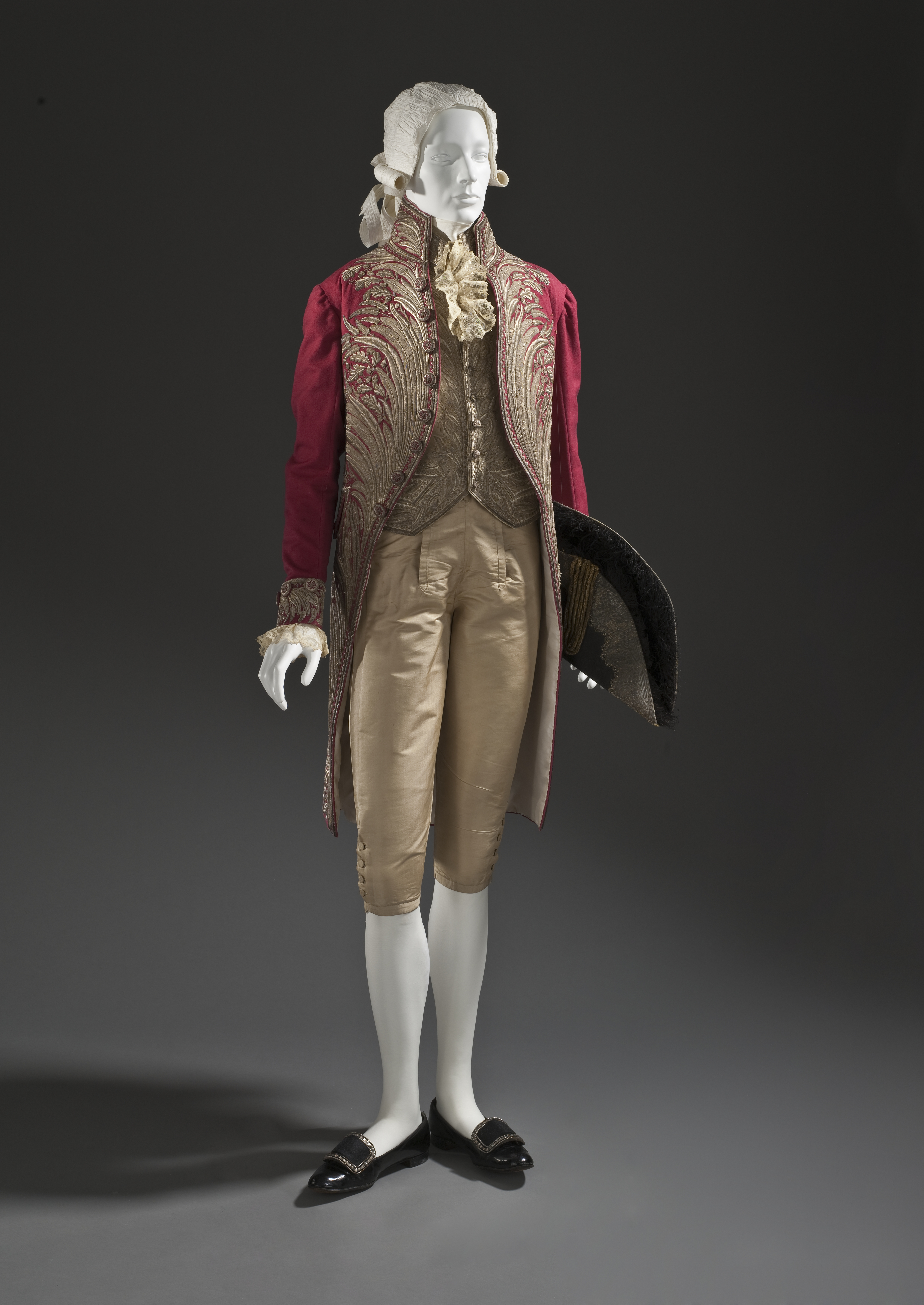
Męski strój dworski z początku XIX wieku, Włochy
Strój męski z kamizelką, rycina z żurnala „Le Petit Courrier des Dames”, 1829
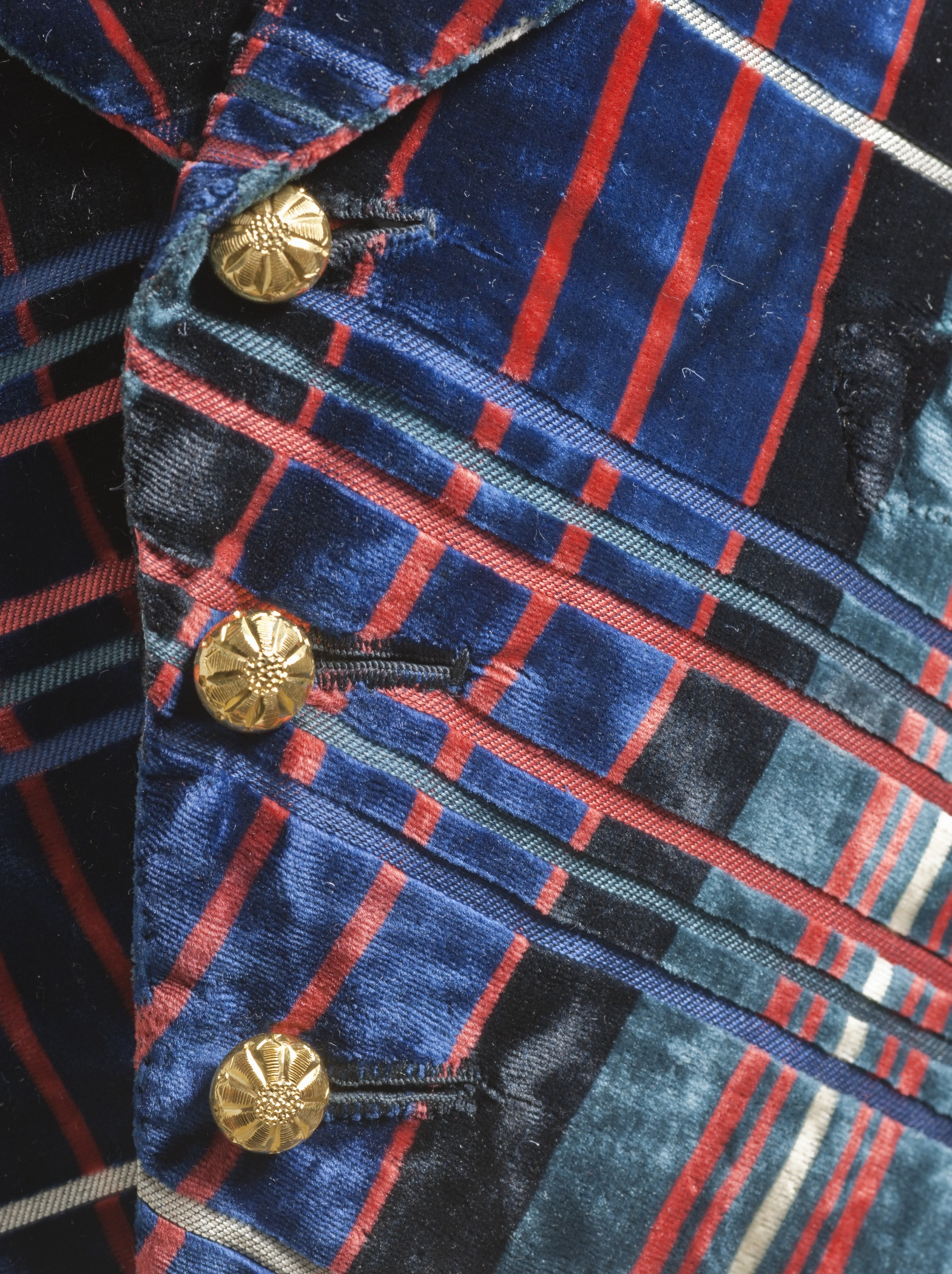
Wykończenie aksamitnej kamizelki z 1840 roku
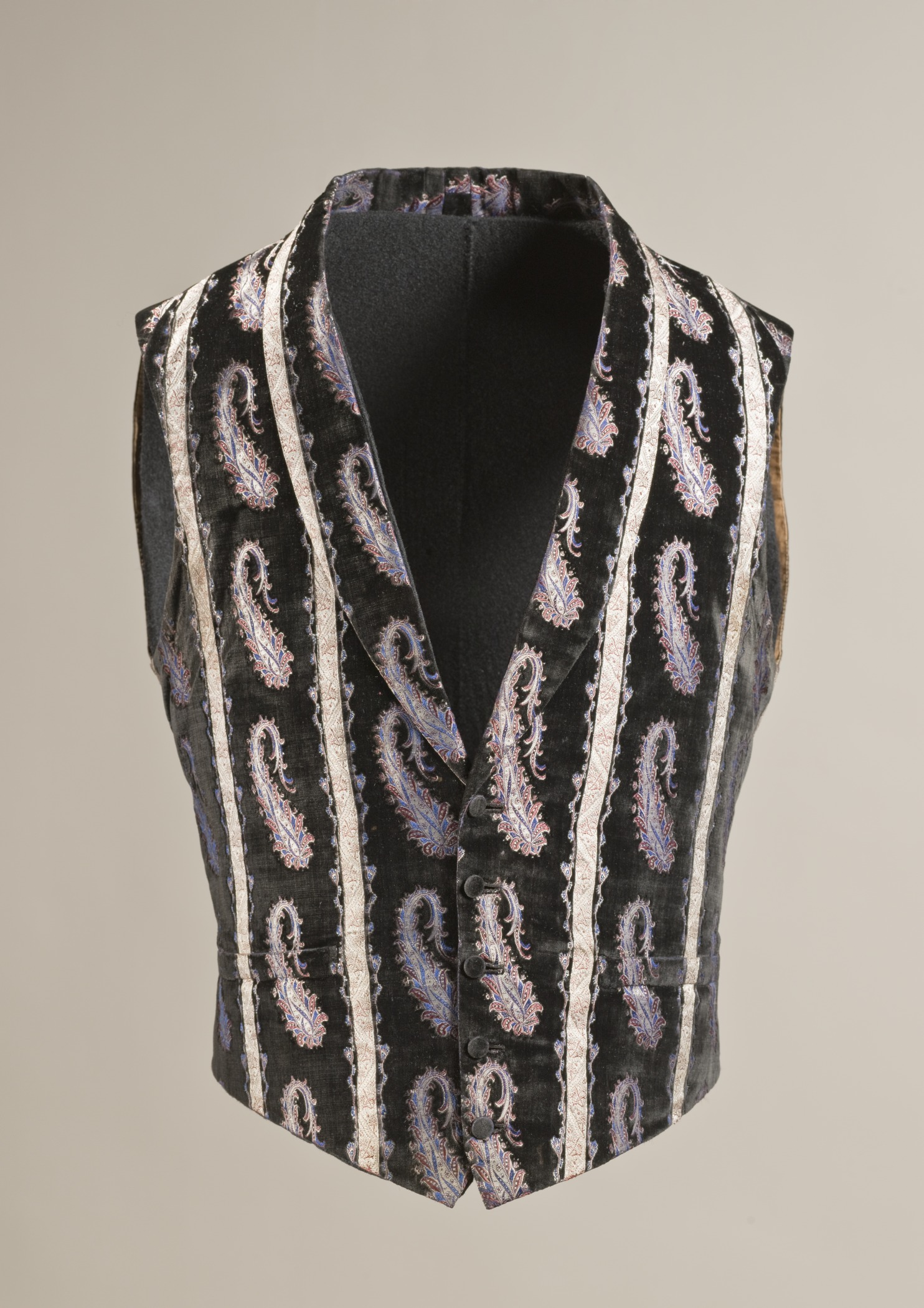
Kamizelka męska z połowy XIX wieku, Anglia, ok. 1855
Kamizelka jako część garnituru z przełomu XIX i XX wieku, USA, 1900. Widoczna dewizka zegarka

W początkach XIX wieku kamizelka stała się najbardziej ozdobną częścią męskiego ubioru. Miewała różne kroje i wykończenia, często była haftowana. Szczególnie ozdobne, często ekstrawaganckie kamizelki nosili dandysi – niektórzy posuwali się nawet do noszenia dwóch naraz, jedną, częściowo rozpiętą, zakładano na drugą. 
Połowa wieku XIX to okres, gdy kamizelki stały się bardziej stonowane i na ogół korespondowały z resztą stroju, nie wyróżniając się w stosunku do marynarki.  
W XIX wieku kamizelki pojawiły się także w europejskich strojach ludowych. 

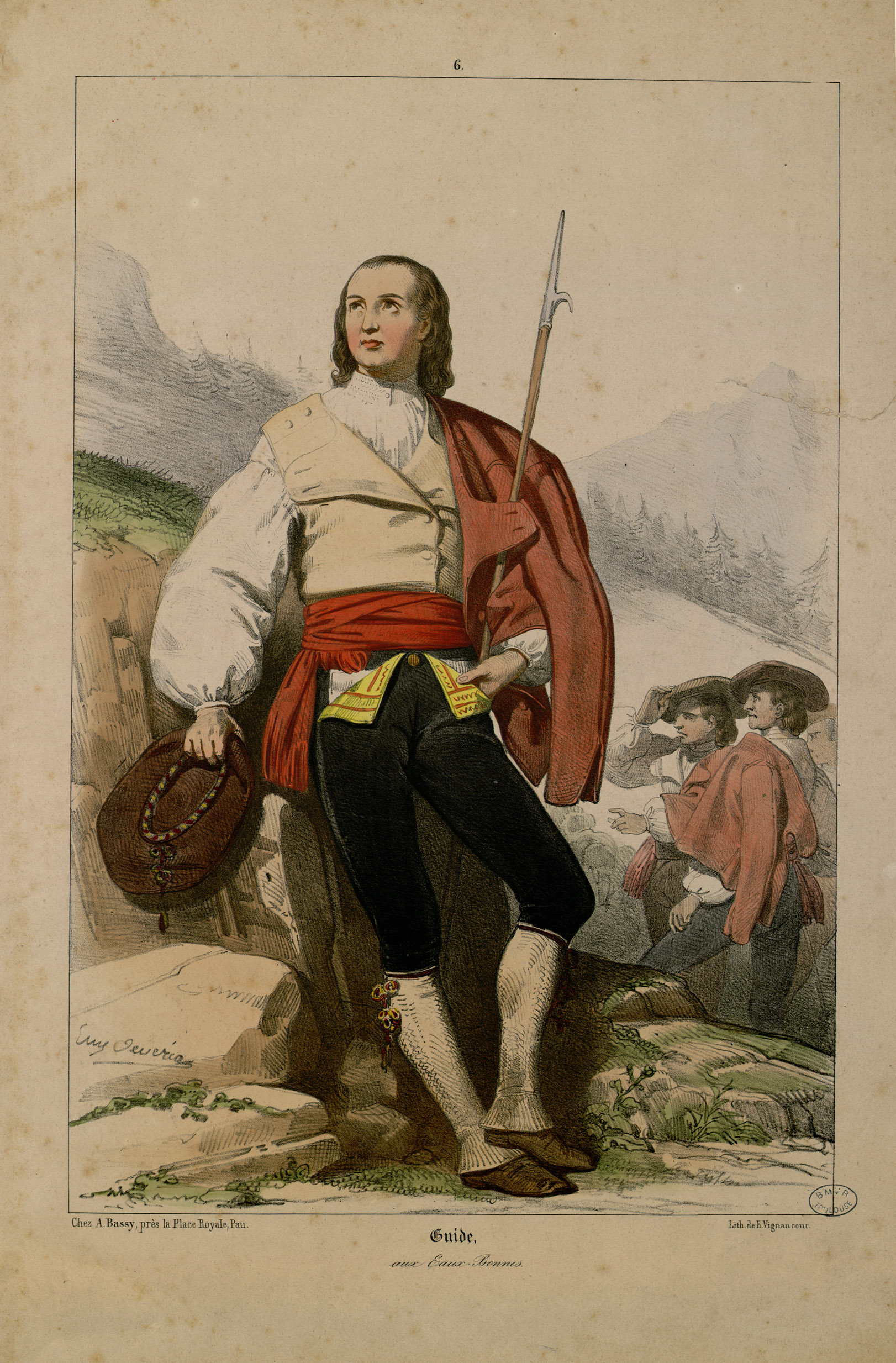
Strój męski z Pirenejów, okolice Eaux-Bonnes, przed 1844
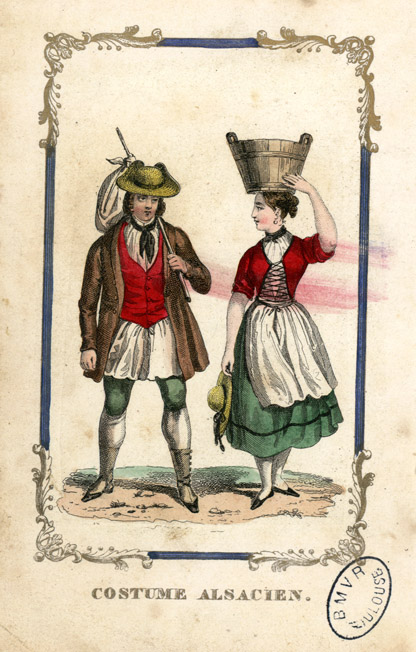
Kamizelka w męskim stroju alzackim, francuska rycina XIX-wieczna
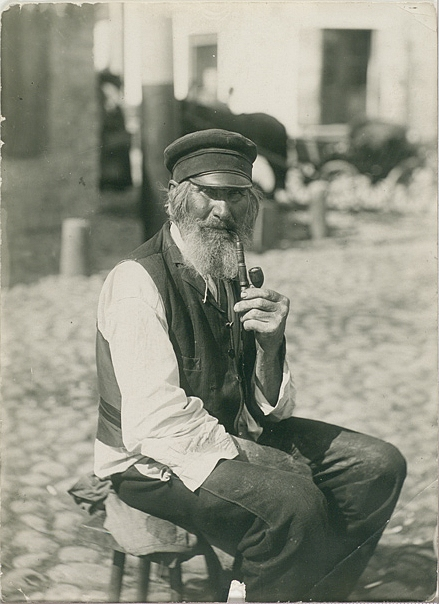
Estoński drobny rzemieślnik w kamizelce, Tartu, 1912
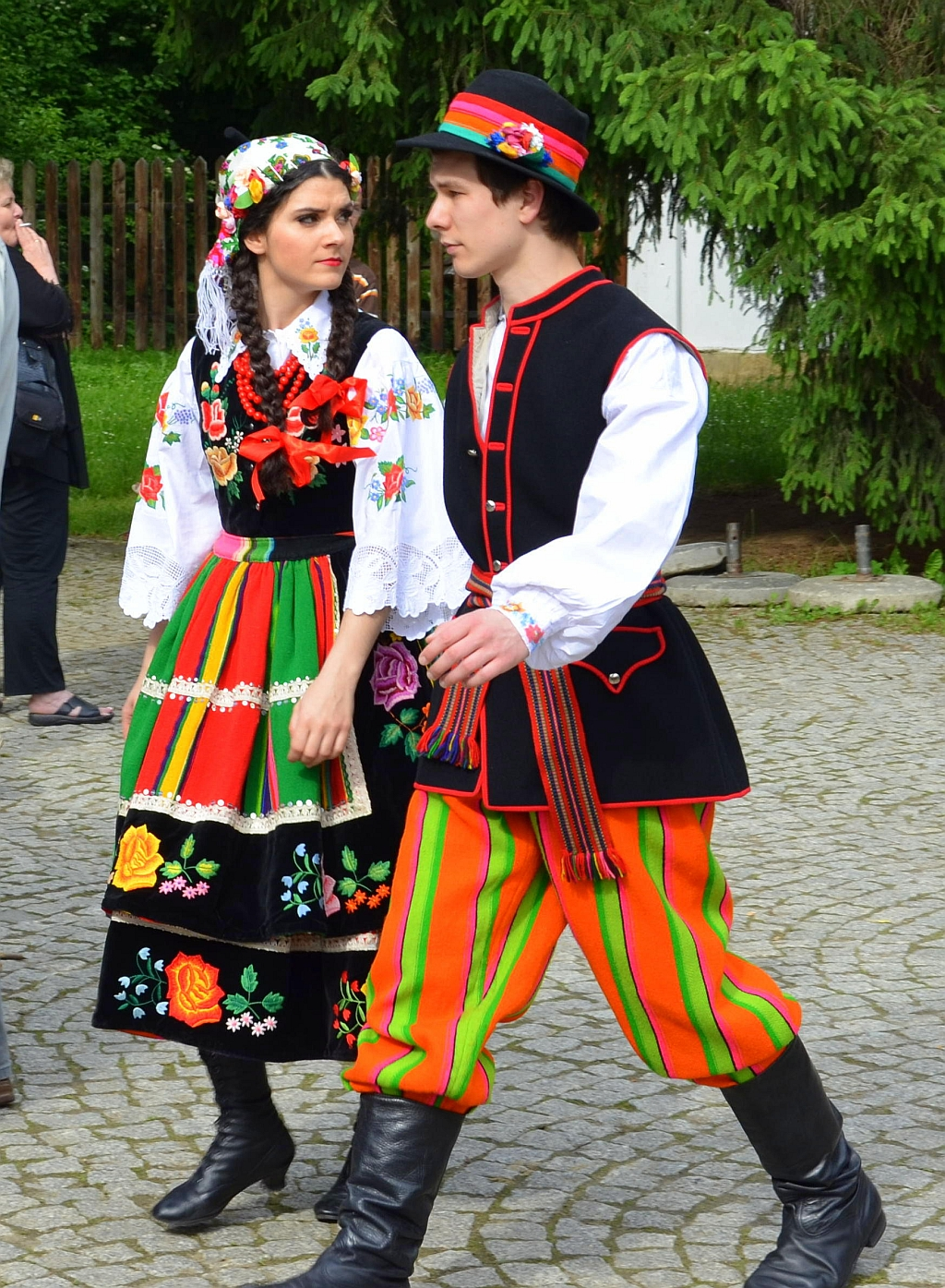
Kamizelka będąca częścią łowickiego stroju ludowego, 2013

### Od XX wieku

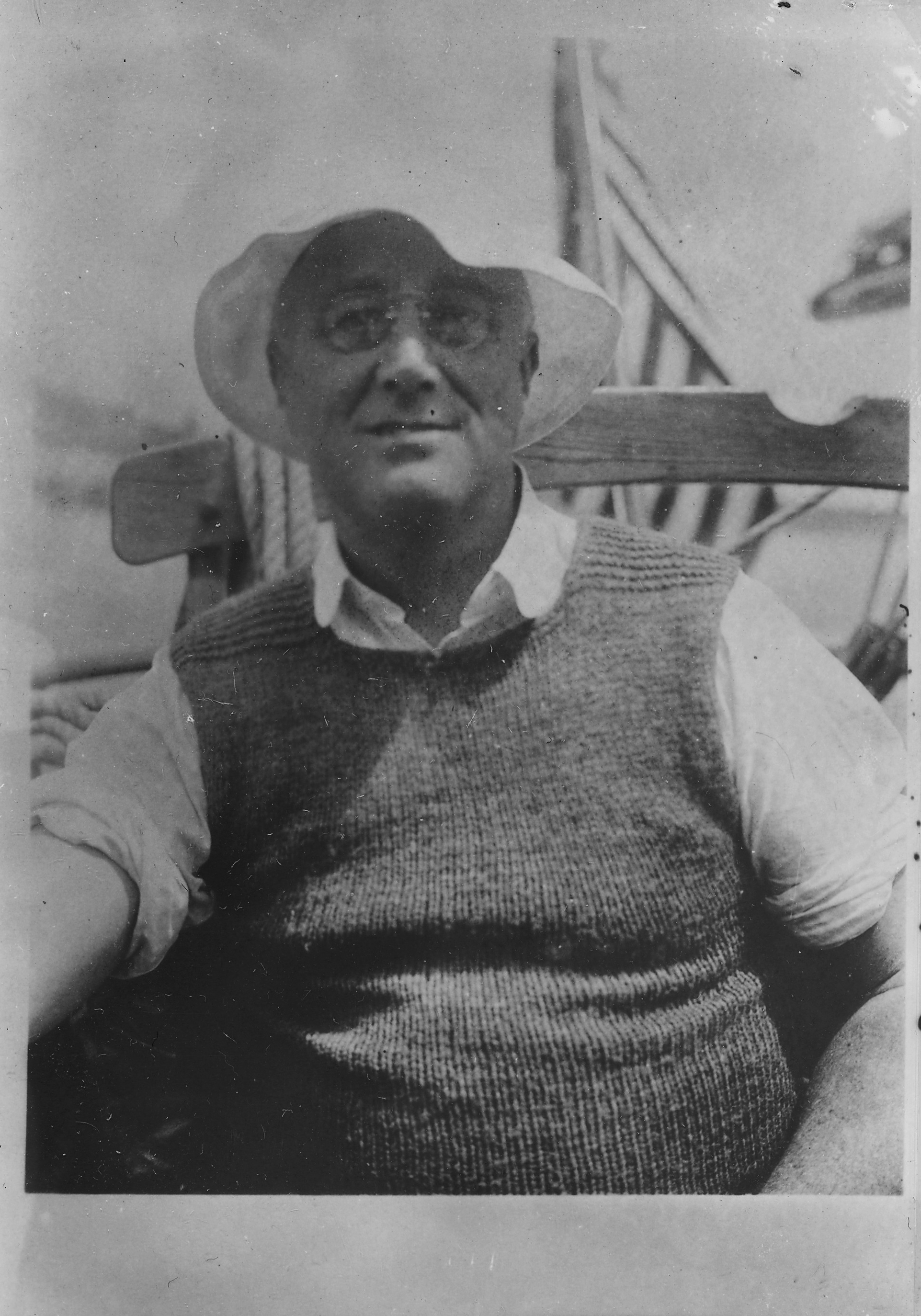
Męska kamizelka z dzianiny, Stany Zjednoczone, 1933
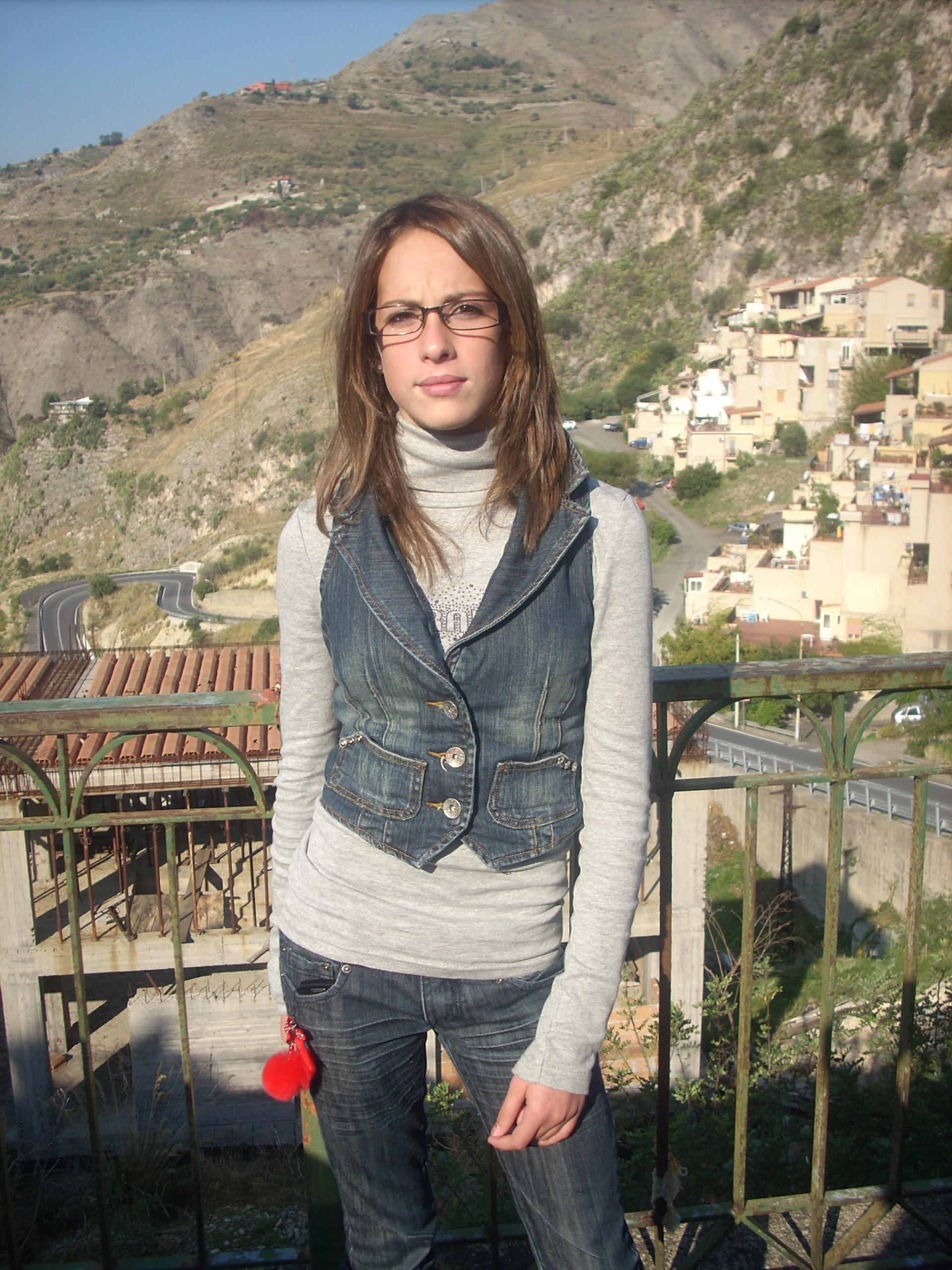
Kobieta w dżinsowej kamizelce, 2008
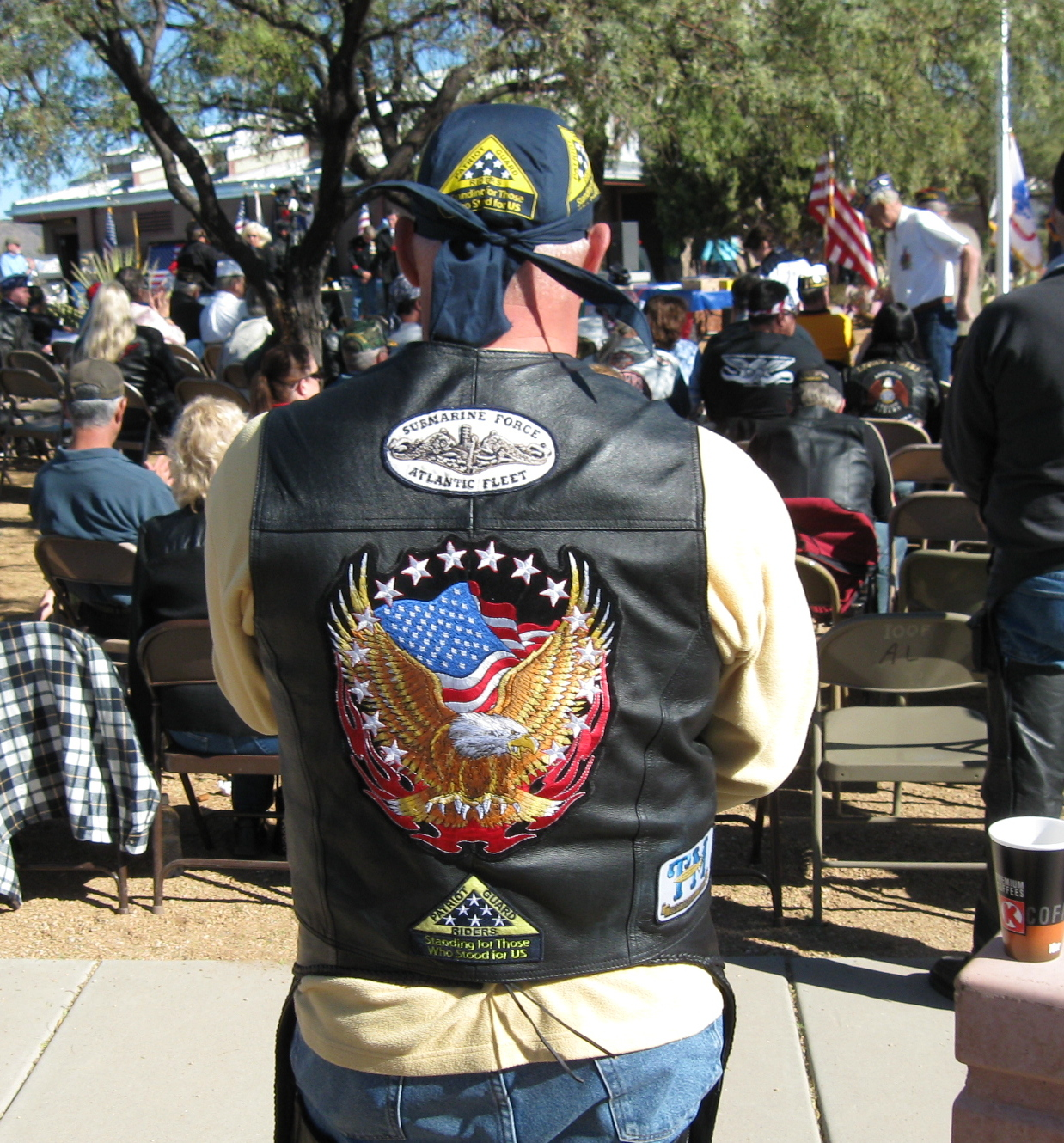
Skórzana kamizelka motocyklowa, USA, 2008
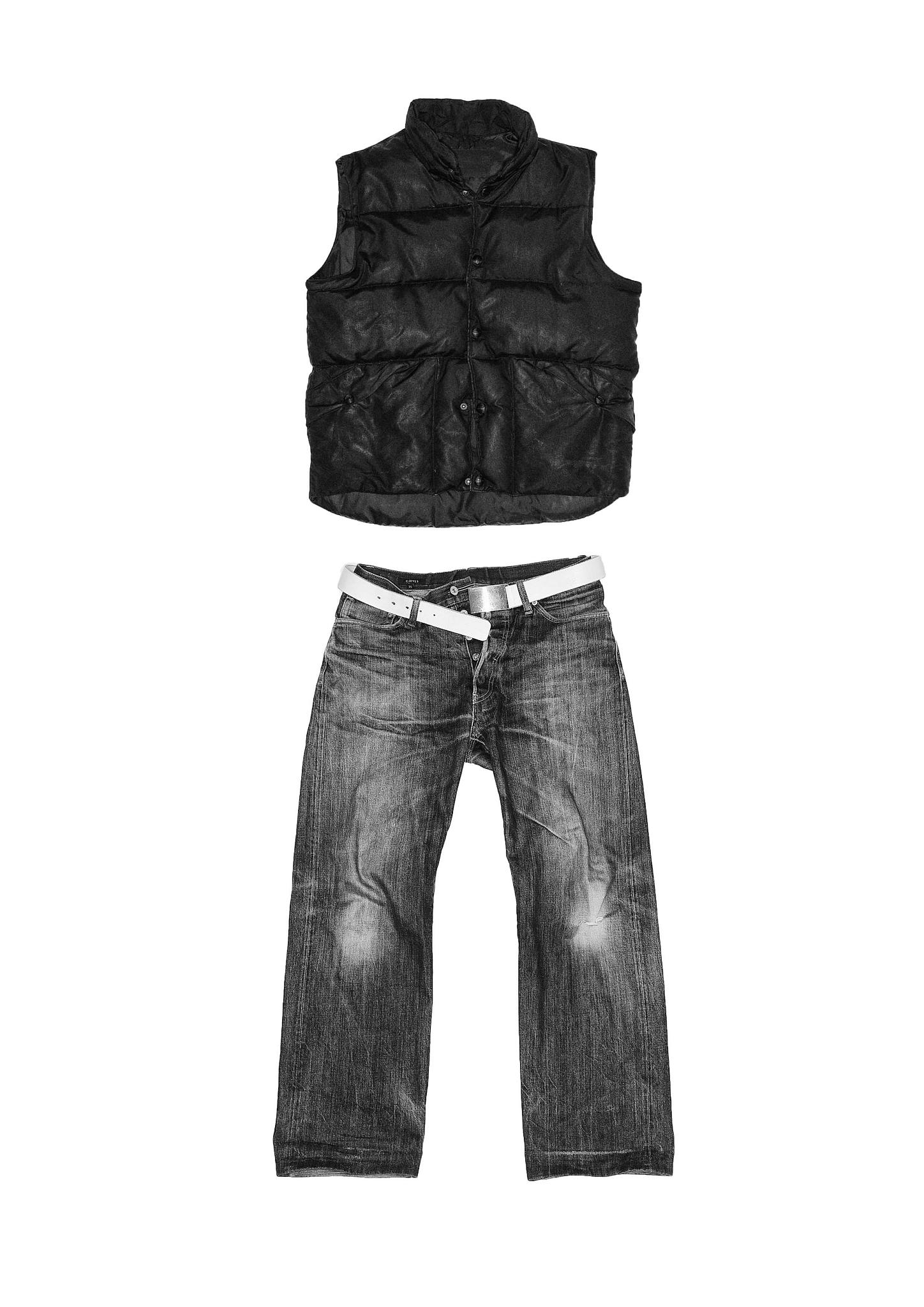
Pikowana kamizelka ortalionowa, 2009
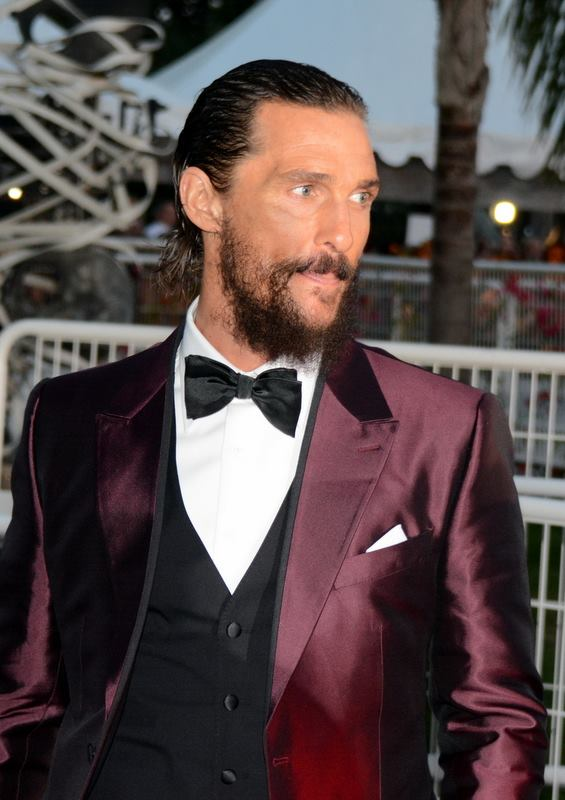
Kamizelka we współczesnym eleganckim stroju męskim, 2015

W wieku XX kamizelka zaczęła powoli tracić znaczenie jako część męskiej garderoby, choć dalej była uważana za istotny element garnituru czy stroju wieczorowego. Spadek popularności kamizelki wiązał się też z malejącą liczbą zegarków kieszonkowych, które noszono w kieszonce kamizelki i zastąpienia ich przez zegarki naręczne. Pojawiły się kamizelki z dzianiny, chętnie noszone zwłaszcza podczas chłodów. 
Po II wojnie światowej garnitury z kamizelką były noszone głównie przez konserwatywnie ubierających się mężczyzn, zwłaszcza starszych. Jednak w latach 60. kamizelka pojawiła się jako modny element garderoby i stała się popularna zwłaszcza w stylu nawiązujących do epoki edwardiańskiej czy wśród Teddy boys. Lata 60. to także pojawienie się kamizelki funkcjonującej w zupełnym oderwaniu od formalnego męskiego ubioru – wzorzystych, często z frędzlami i łatami czy nawiązujących do wzorów etnicznych kamizelek noszonych przez hippisów. 
W początku XXI wieku kamizelka nadal pozostaje częścią eleganckich, konserwatywnych strojów męskich, choć była także lansowana przez niektórych kreatorów mody, takich jak Jean Paul Gaultier czy Dolce & Gabbana jako stylowy dodatek do męskiej garderoby.